# Fernand Allard l'Olivier
Fernand Allard l'Olivier (Tournai, 12 luglio 1883 – Yanongé (Congo), 9 giugno 1933) è stato un pittore e illustratore belga.

## Biografia
Florent-Joseph-Fernand Allard, più noto come Fernand Allard l'Olivier, vide la luce in una famiglia di artisti di Tournai. Suo padre, Charles Allard, come anche i suoi zii Adolfo, Augusto e Carlo Vasseur, erano disegnatori e possedevano un laboratorio di litografia. Suo padre, inoltre, era anche insegnante di acquarello presso l'Accademia di belle arti di Tournai.

Fernand ebbe un'educazione severa e, non essendo uno studente particolarmente brillante, all'età di 14 anni venne mandato a Bruxelles come apprendista nella stamperia Van Campenhout, perché imparasse il mestiere del litografo. Ma, compiuti i diciotto anni, decise di dedicare la sua vita all'arte. 

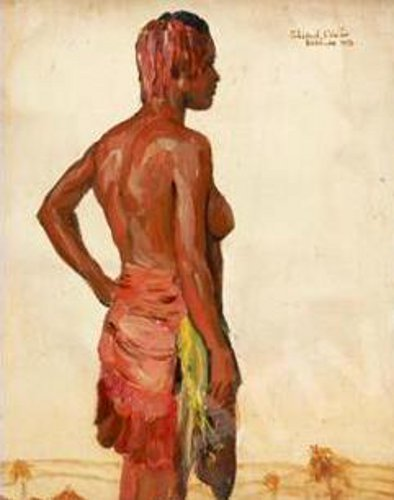
Africana a Kabinda

Nel 1901 giunse a Parigi e si iscrisse all'Académie Julian, dove frequentò i corsi di diversi artisti: William Bouguereau, Jean-Paul Laurens e altri, ma fu nell'atelier di Jules Adler, pittore realista, che Fernand Allard trovò gli insegnamenti cui aspirava. Ben lontano, infatti, dalla pittura accademica dei due precedenti, Adler, soprannominato il « pittore degli umili », lo indusse a raffigurare le sue prime scene di vita della strada, ad abbandonare i soggetti storici per interessarsi ai personaggi e ai fatti della gente semplice. Adler resterà il suo "Maestro" e amico per tutta la vita.

Già dai suoi primi lavori Fernand scelse di firmare le tele con uno pseudonimo che era in realtà il nome da ragazza della sua nonna materna: L'Olivier. La sorella di costei, Pauline Braquaval, morta quando egli aveva solo quattro anni, era stata all'epoca una scrittrice assai nota e aveva firmato i suoi libri col suo nome da nubile: Pauline L'Olivier.
Dal 1901 al 1912, Fernand studiò, lavorò e creò il giornale Les Guignolades con Gustave Charlier e Gabriel-Tristan Franconi che dovette però chiudere troppo presto nel 1918; partecipò inoltre alla nascita di un altro quotidiano, La Forge, assieme a Maurice Maeterlinck e André Gide. Nel 1910 Allard iniziò a convivere con Juliette Rossignol, da anni sua amica intima, che era figlia di un venditore di libri sul lungo-Senna.

Allard si affermò molto lentamente come pittore. Nei primi tempi la giovane coppia, infatti, tirò avanti grazie soprattutto a dei ritratti molto accademici che venivano commissionati a Fernand e che egli eseguiva con tinte piuttosto scure. In quel periodo lavorò anche come critico d'arte e inviò degli articoli alla Revue de Belgique sui Salon parigini, dove criticava, col suo modo ironico, i cubisti e i fauves, che certamente non amava.. Nell'estate del 1912 la coppia si recò in Bretagna dove Allard fu affascinato dalla luce e dove trovò l'ispirazione per il suo primo vero successo: il quadro Baigneuses surprises, che fu acquistato dalla città di Tournai. Tutti i quadri fatti in Bretagna nel 1912 e 1913 sono un'esplosione di colori e di vita.

La situazione finanziaria di Fernand e Juliette finalmente migliorò. Alla fine del 1912 i due decisero di sposarsi, per poi trasferirsi da Montparnasse a Montmartre.
All'inizio del 1913 Juliette rimase incinta e alla fine d'agosto Fernand partì solo per il suo primo viaggio di dieci giorni verso il sud, che lo porterà ad Avignone e a Marsiglia, quindi ad Algeri e a Blîdah, poi in Spagna, per tornare infine in Francia a Bordeaux. Fu conquistato soprattutto dalla luminosità del meridione ed iniziò ad amare l'Africa. In Spagna ammirò Toledo e detestò Madrid. Rientrò a Parigi con un grosso quaderno fitto di annotazioni e di disegni, che poi trasformò in pitture nel suo atelier. In seguito utilizzò questo metodo in tutti i suoi spostamenti. In dicembre nacque suo figlio, André, e ai due giovani l'avvenire apparve roseo e promettente, tanto che pensarono di trasferirsi definitivamente in Bretagna a Penmarch e al tempo stesso, cioè nell'estate del 1914, Fernand meditava già di visitare l'Africa sub-sahariana.

### La guerra
Ma, mentre la famiglia Allard si trovava già in Bretagna, scoppiò la prima guerra mondiale. Fernand tentò di arruolarsi, chiedendo di essere inserito in un reggimento belga. Fu dichiarato abile al servizio militare, ma non fu mai convocato. Nel 1916 venne comunque accettato nella Sezione artistica dell'esercito. Si inserì quindi nel gruppo dei pittori belgi che erano di stanza a La Panne nel 1916/1917: Alfred Bastien, Maurice Wagemans, Jules Berchmans, Jos Verdegem, Léon Huygens, Pierre Paulus. Incontrò anche Ernest Genval, che diventerà un suo intimo amico. Nel 1917, nacque sua figlia Paulette e nella primavera del 1918 Fernand fu incaricato della decorazione esterna del teatro di La Panne. Qualche mese dopo la "Grande guerra" finì.

Di questo periodo bellico ci resta una serie di disegni in bianco e nero, degli acquarelli e alcune tele che costituiscono delle toccanti testimonianze del conflitto: rovine, rifugi, infermerie di campagna, cappelle, soldati laceri.... Nel 1925 Fernand dipinse anche una grande tela che rappresentava la regina Elisabetta che assiste il dottor Depage nel pronto soccorso di La Panne.

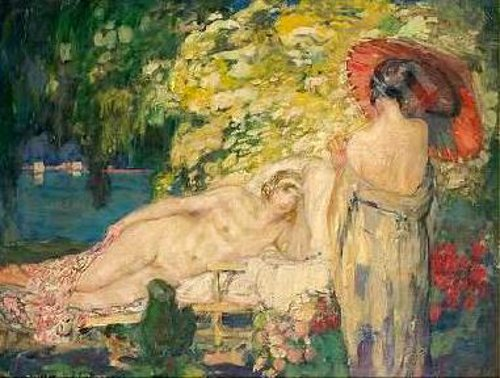
Conversazione in giardino

Terminata la guerra, la famiglia Allard lasciò la Francia e si stabilì a Bruxelles, dove Fernand lavorò molto e su soggetti molto diversi. Nel 1920 pubblicò un "Alphabet de guerre", le cui ingenue illustrazioni evocano già le strisce disegnate belghe. Nel 1921, grazie all'interessamento di alcuni ex commilitoni conosciuti in trincea, venne invitato a decorare la Casa del Popolo di Quaregnon. Il suo lavoro piacque, e nel 1925 fu ingaggiato per decorare il municipio di Jemappes. Inoltre, fra il '20 e il '28 egli inviò ogni anno due o tre tele al "Salon degli artisti francesi" di Parigi. Fernand sapeva cosa era gradito alla giuria del Salon e quindi in ogni invio egli inserì una o due tele di nudi femminili. Nel 1920 propose "L'Heure sereine", attualmente esposta nel municipio di Dinant, e "La Bourrasque", che fu acquistata dal governo argentino. Con queste due tele si guadagnò la medaglia d'argento del Salon. Un altro nudo, "Le Bain matinal", inviata nel 1921, è ancor oggi visibile nell'ufficio del direttore del Senato a Bruxelles. Infine, nel 1924, con le tele "Suzanne au bain"  e "Portrait de ma mère", ricevette la medaglia d'oro. In quell'anno Fernand Allard divenne un artista riconosciuto ed affermato sia a Parigi che, soprattutto, in Belgio.

In questo periodo Allard fece anche alcuni viaggi: fra il '20 e il '22 visitò la Francia, in particolare la Corsica e i Paesi Bassi. l'anno seguente partì per l'Italia e, giunto in Sicilia, prese un battello che lo portò in Tunisia. Al ritorno pubblicò su "La Meuse" un resoconto assai brillante e divertente, corredato di disegni e intitolato Carnet di viaggio di un artista. Nel 1926 si recò in Polonia, dove decorò una casa privata nella città di Łódź. Assistette anche al pellegrinaggio di Częstochowa; al ritorno dal viaggio dipinse una serie di tele assai colorate sugli accampamenti dei gitani e sulle processioni.

### Primo viaggio in Congo[5]
All'inizio del 1928 Genval partì per il Congo, dove girò dei documentari e convinse Fernand ad incontrarlo a Dar es Salaam qualche mese più tardi. A fine marzo del '28 Fernand discese l'Italia, prese un battello sino ad Alessandria, visitò Il Cairo, traversò l’Egitto in treno, e a Porto Said s'imbarcò su un cargo che, attraverso il Mar Rosso e l'Oceano Indiano, lo condusse sino a Dar es Salaam. A mano a mano che si spostava Fernand dipinse delle pochades, una sorta di immagini istantanee che realizzava in brevissimo tempo. Dipinse moltissimo, sia a bordo che a terra, in Italia, al Cairo e a Porto Said, che gli ispirò una grande tela, realizzata al suo ritorno, dal titolo "Partir". Sulla nave "Katanga" lavorò in uno studiolo che gli fu sistemato sul ponte. Quando non disegnava scriveva alla famiglia in Belgio. Le sue lettere sono appassionanti, perché Fernand non era di certo un normale turista. Evitava le visite organizzate, preferendo fare schizzi dei luoghi e delle persone nelle loro attività quotidiane: egli si accostò all'Africa con una mentalità particolarmente aperta per la sua epoca, anche se nei suoi lavori compaiono ancora alcuni stereotipi tipici del tempo.

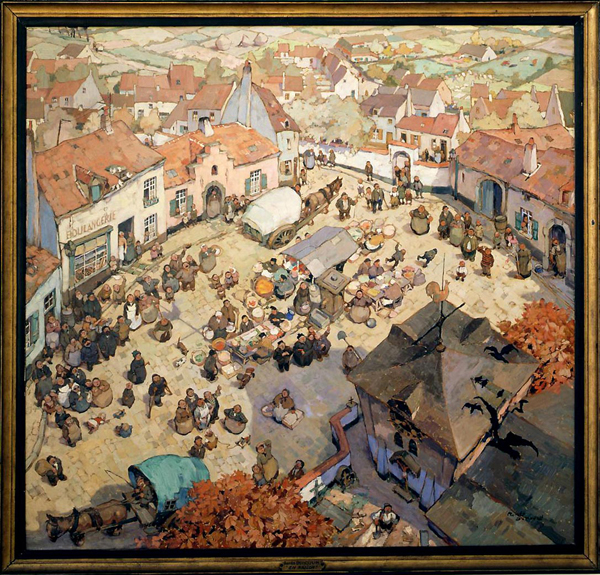
Tournai

Arrivò a Dar es Salaam nel maggio del 1928, ma il viaggio per terra iniziò male: Genval non era venuto all'appuntamento, la posta da Bruxelles non era arrivata, pioveva incessantemente e lo stesso Fernand si ammalò. In più il costo della vita era altissimo, e, di conseguenza, il morale era basso. Ma tutto finì per aggiustarsi; alla fine del mese Fernand era a Sakè, sulle rive del lago Kivu, nella missione del Padre Gilès de Pélichy, dove restò due settimane per riposarsi e mettere in ordine le sue annotazioni e i suoi schizzi.

Per tutto il mese di giugno Fernand restò nella regione dei grandi laghi, visitandola, disegnando, vendendo i suoi quadretti e comprando ogni genere di oggetti tipici africani. A metà luglio ritrovò Gerval e con lui partì per Kigoma. 
Agosto 1928. Fernand organizzò una mostra a Elisabethville che durò tre ore e mezza, alla fine delle quali tutti i quadri in esposizione erano venduti. Il Governatore Gaston Heenen, fece predisporre per lui un vagone ferroviario speciale onde permettergli di spostarsi più facilmente e di fermarsi ovunque volesse. Nel frattempo, per forti dissidi personali, Genval e Fernand si separarono. Fernand fu contento di restare solo per l'ultima parte del suo viaggio, risalì verso Panda, poi Bukama e infine Kanda-Kanda, dove terminava la via ferrata. In automobile si portò a Ilebo, dove un rimorchiatore gli fece ridiscendere il fiume sino a Kinshasa. Non gli restava ormai che imbarcarsi e rientrare così in Belgio.
Una volta a casa Fernand dipinse per sei mesi nel suo atelier e ordinò tutta la documentazione raccolta in Congo. Nel 1929 una grande mostra delle opere africane di Fernand Allard l'Olivier si aprì alla Galleria degli artisti francesi. Vi erano esposte 126 opere, alcune vendute già prima dell'apertura della mostra, che fu comunque un trionfo. Fra i quadri esposti i più noti erano: Les Danseuses rouges, Les lévriers de Musingha, Femme Batusi, e molti altri.

nel luglio dello stesso anno il Ministero delle Colonie gli commissionò 14 pannelli per decorare la hall d'ingresso del Palazzo del Congo, all'esposizione artistica e coloniale del 1930 ad Anversa. Di questi, dodici sono ancora visibili nell'Istituto di medicina tropicale di Anversa. Su sfondi d'oro e argento, di impronta art déco, sono dipinti i ritratti di uomini e donne congolesi. Questo lavoro fu ben accolto sia dalla critica che dal pubblico e Fernand divenne per un certo periodo uno dei capi scuola dell'"Africanismo pittorico" in Belgio.

### Ancora in Congo. La fine misteriosa
Durante il 1930, anno della grande depressione, le vendite di quadri diminuirono sensibilmente. Fernand realizzò numerose illustrazioni di libri sul Congo e una grande tela in omaggio al poeta Maurice Maeterlinck, che festeggiava i suoi 70 anni. Ma la grande festa immaginata da molti non ebbe luogo.
Decise allora di tornare per la seconda volta in Congo. Nel novembre del '32 s'imbarcò ad Anversa per essere in dicembre a Matadi e percorrere i territori occidentali che non aveva raggiunto durante il precedente viaggio. Visitò quindi il Mayumbe, per poi fermarsi qualche tempo a Banana e, passato il Natale a Matadi, si diresse verso Kinshasa dove giunse nel gennaio del '33. Fu ricevuto come un principe, persino dal Governatore e dal suo amico Leon Guebels. Nelle sue lettere Fernand si lamentava di non aver più tempo per dipingere, tanto era impegnato con gli inviti. Il 16 gennaio prese un battello e risalì il fiume per due settimane, giungendo a Ilebo dove ritrovò il suo vagone ferroviario col quale ricominciò a spostarsi. A Mushenge incontrò il re dei Kubas, che gli ispirò un testo e una serie di quadri; presso Luluabourg, fece la conoscenza del re dei Lubas e si fermò nella regione, ospitato da amici.

Ripartì a metà febbraio con il suo vagone verso Elisabethville, dove, a marzo, organizzò una mostra di un centinaio di quadri. Ma la grande crisi economica era giunta anche in Congo e Fernand non vendette che una trentina dei suoi quadretti. 
Ripartì per i Grandi Laghi, passò per Albertville (oggi Kalemie) e, traversato il Tanganica, si diresse a Usumbura. Dipinse molto, ritratti, paesaggi, scene nei mercati.
Ma aveva fretta di tornare in famiglia, dove sperava di festeggiare i suoi 50 anni. In aprile arrivò a Kigali e a maggio arrivò a Wamba, dove ritrasse degli stregoni in prigione. Colpito da questi individui scrisse un testo destinato a suo figlio.

Prima di partire aveva previsto due mostre, una a Bukavu, l'altra a Kinshasa a fine giugno, dopo la quale contava di imbarcarsi. Sua moglie avrebbe dovuto venirgli incontro a Tenerife, per accompagnarlo nel viaggio di ritorno. Terminata la mostra a Bukavu, Fernand si fece portare in auto a Stanleyville (Kisangani) e l'8 giugno, come previsto, salì su un rimorchiatore per raggiungere via fiume Kinshasa. Il giorno seguente il battello si fermò per la notte. Da quello che si riuscì a sapere Fernand lasciò, scusandosi, delle persone con cui stava parlando e salì a bordo. Qualche secondo dopo si sentì il tonfo di qualcosa che cadeva in acqua. Nessuno capì cosa fosse avvenuto. Era il 9 giugno del 1933 e Fernand aveva 49 anni. Il suo corpo venne ritrovato tre giorni dopo nel fiume. Fu sepolto nel cimitero della missione protestante di Yanongé.

## Galleria d'immagini
Scene di vita africana

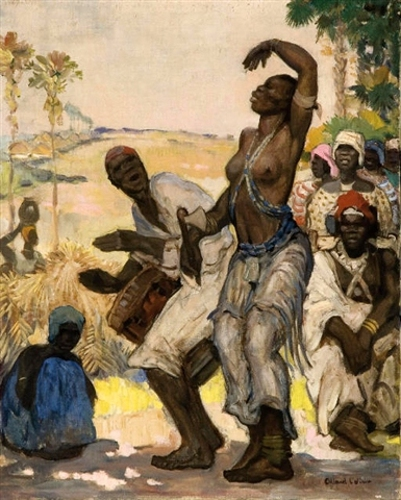
La danzatrice e il musicista
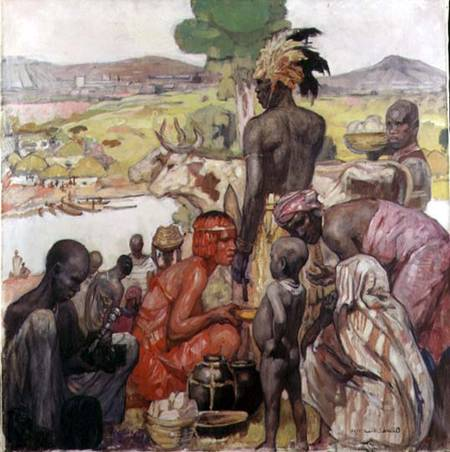
Matadi
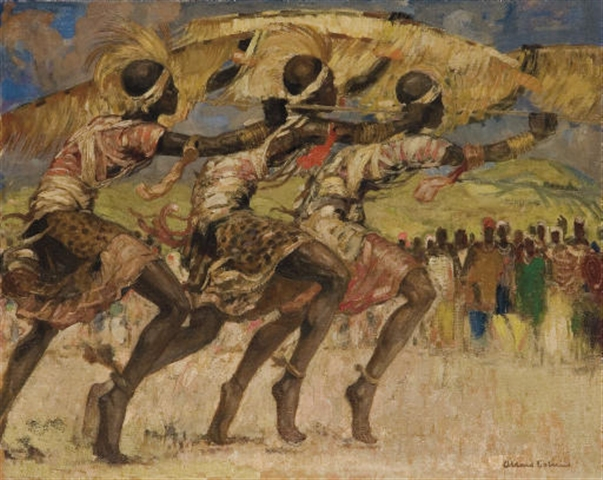
I levrieri di Musinga
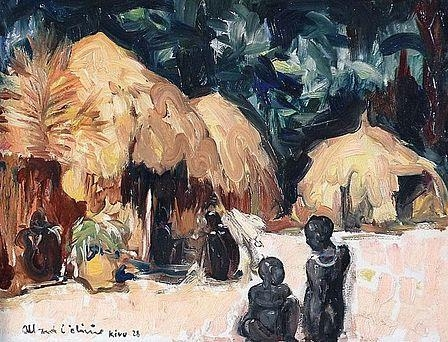
Villaggio a Kivu

Paesaggi

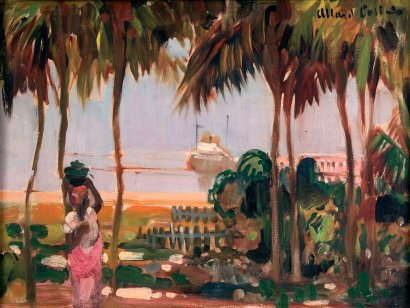
Porto africano
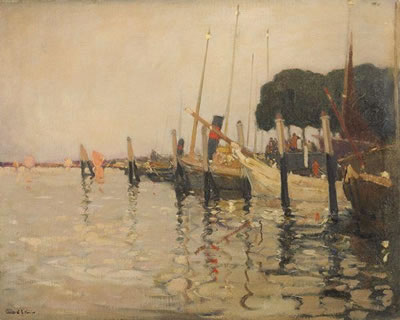
Rotterdam
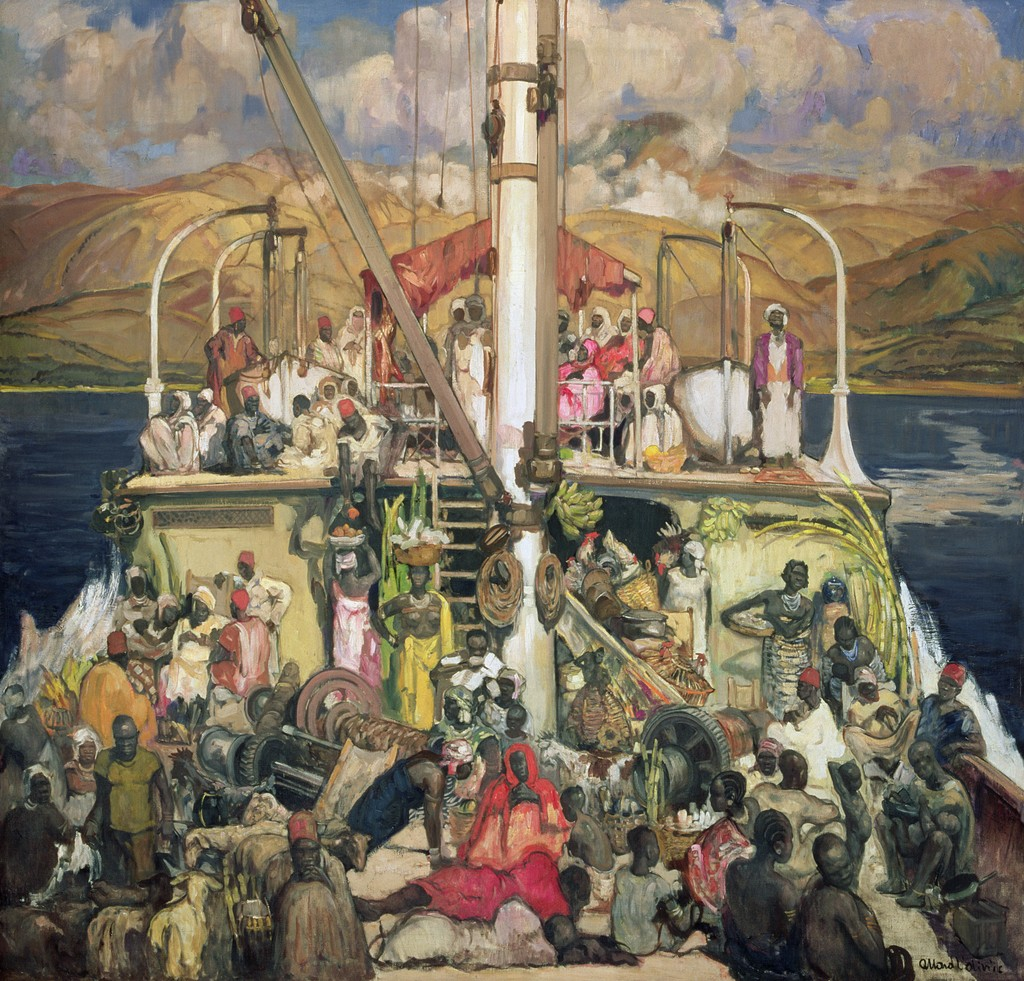
Il ferry boat

Nudi

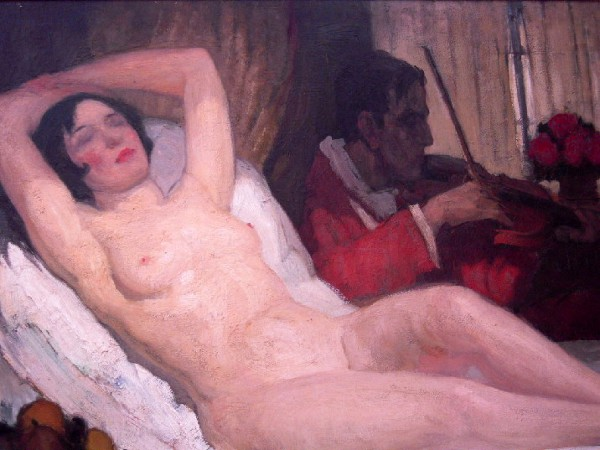
La distensione
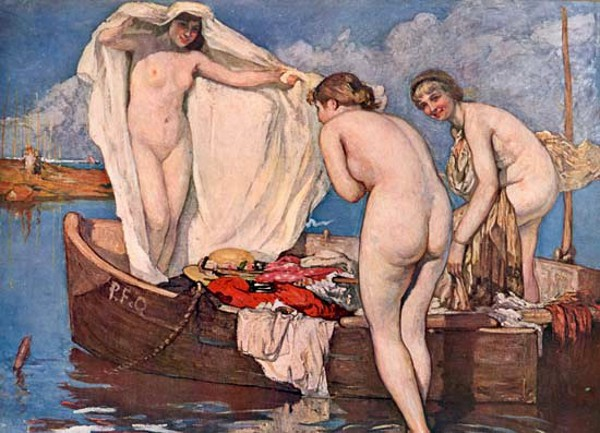
Le bagnanti sorprese
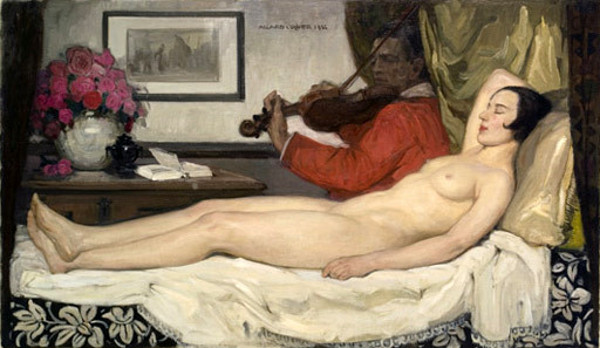
Serenata

## Opere nelle collezioni pubbliche
Belgio
- Anversa, "Institut de médecine tropicale Prince-Léopold"
- Bruxelles, Archivi e Museo della letteratura.[7], sala di lettura: Hommage au théâtre de Maurice Maeterlinck, olio su tela.
- Bruxelles, Museo reale dell'esercito e della storia militare
- Bruxelles, Ufficio del direttore del Senato Le Bain matinal
- Jemappes, Municipio: cinque quadri allegorici (1921-1922), La Ronde des saisons, I quattro elementi
- Tervuren, Museo reale dell’Africa centrale: Chef africain, olio e metallo su legno.
- Dinant, Municipio, L'Heure sereine
- Tournai: 
  - Municipio, Les Amis du peintre (1928), olio su tela e Procession à Czestochowa, (1927), olio su tela
  - Museo di belle arti. Diverse opere, fra cui: Sur le pont du « Baron Dhanis », olio su tela e  Portrait de sa mère

Francia
- Museo di belle arti di Pau: Le Délassement, 1920, olio su tela[8]

## Libri illustrati
- Georges A. Joset, Les Heures Claires en Brousse, Ediz. Jos.Vermaut, Courtrai, 1931
- Léon-J. Lens, Elisabethville mon village, Ediz. de l'Expansion belge, 1931
- Olivier de Bouveignes, L'Anneau de N'Goya, Vroomant et Cie, 1938
- Roger Ransy, Tante Julia découvre le Congo, Ediz. de l'Expansion belge, 1932
- Ernest Genval, La Chanson des Jasses, La Maison des Arts, Bruxelles, 1919
- Alphabet de la Guerre Pour les Grands et les Petits, Ediz. Maurice Lamertin, Bruxelles, 1920
- Le Voyage au Congo de leurs majestés le Roi et la Reine des Belges, (giugno - agosto 1928), Album commemorativo edito da "L'Illustration congolaise" e "Les éditions d'art Vermault".

## Altri progetti

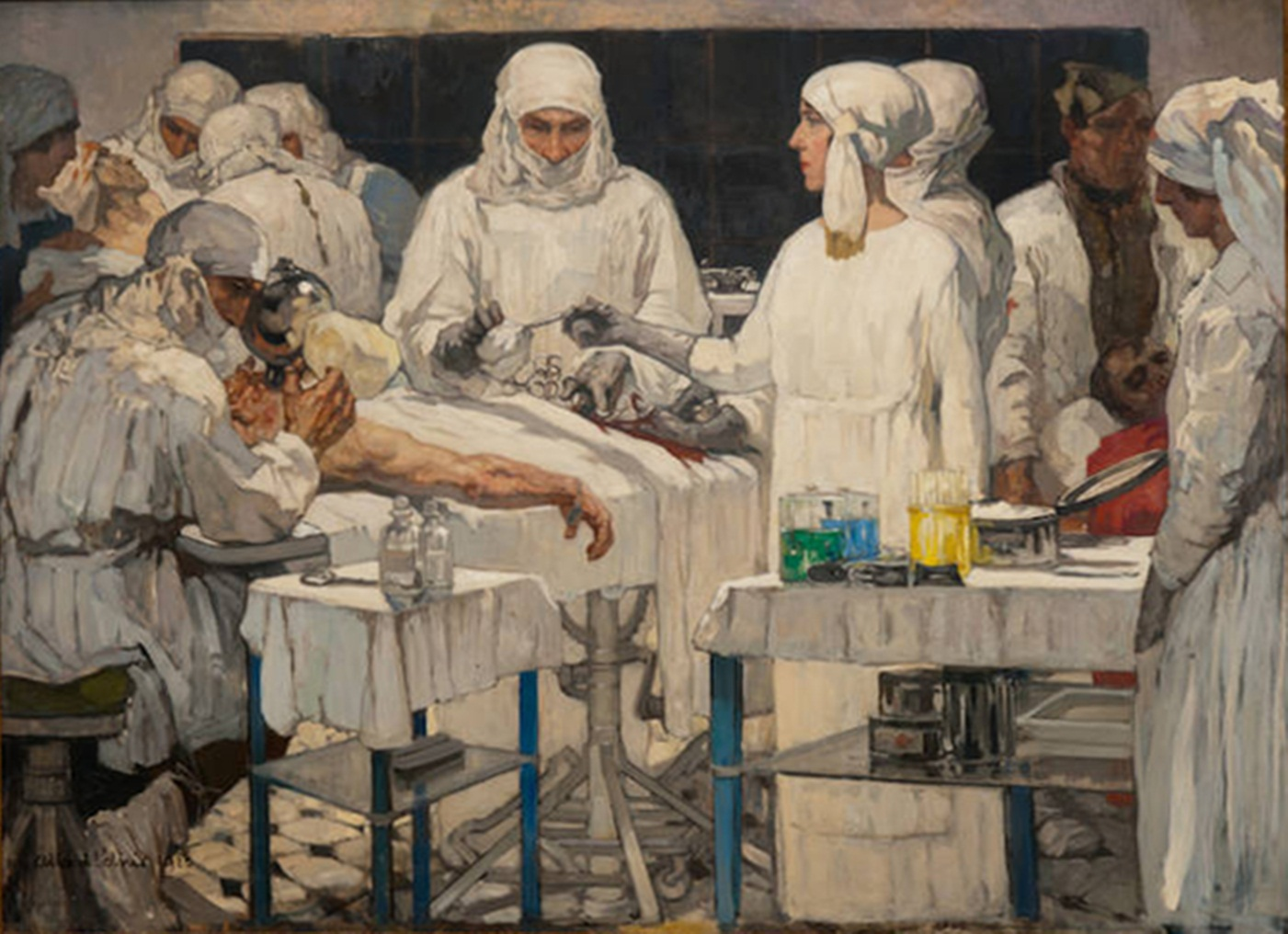
La regina assiste il dottor Depage

## Onorificenze
- Ufficiale dell'Ordine di Leopoldo
- Cavaliere della Légion d'honneur